# Oskar Barnack
Wilhelm Oskar Barnack (Lynow, 1º novembre 1879 – Bad Nauheim, 16 gennaio 1936) è stato un ingegnere ottico, meccanico, disegnatore industriale tedesco, considerato padre della fotografia su pellicola 35 millimetri.

## Biografia
Oskar Barnack nacque a Lynow (nella provincia del Brandeburgo prussiano) in una famiglia di umili origini, che si trasferì a Berlino quando aveva 3 anni. Nel 1885 frequentò la scuola elementare di Giesendorf, nel cui quartiere gli è stata successivamente dedicata una via. Nel 1893, all'età di 14 anni, Barnack iniziò il suo apprendistato come meccanico di precisione, presso l'officina principale di Lichterfeld per strumenti meccanici di precisione Julius Lamp. Dal 1901 al 1910 lavorò invece per l'azienda Carl Zeiss nel dipartimento microscopi, per poi passare alla azienda di Ernst Leitz a Wetzlar, dove, nel 1911 diventò il responsabile delle ricerche sui microscopi. Ma la passione per la fotografia, lo portò nel 1912 a costruire una cinepresa 35 mm, e tra il 1913 e il 1914, quando fu capo dello sviluppo della Leitz, ideò per il mondo cinematografico un modo più pratico e più preciso di quello corrente, di esporre la pellicola cinematografica da 35 mm, per meglio valutare i tempi di esposizione del girato. Costruì così una sorta di scatoletta (piccola camera oscura) alla quale agganciare l'obiettivo normale cinematografico da 50 mm, e dentro la quale inserire all'incirca 1 metro di pellicola preforata, pronta per essere esposta. Ma per migliorare la valutazione delle esposizioni, nella produzione dei film, decise di raddoppiare la superficie del fotogramma, portandolo da 24×18 a 24×36 mm.
La scatoletta di Barnack ebbe un discreto successo in ambiente cinematografico, ma molto di più in ambiente fotografico; fu il motore trainante dietro alla creazione della prima fotocamera 35 mm commerciale, la LEICA, che introdusse l'idea di esporre una piccola area della pellicola fotografica per creare un negativo da ingrandire successivamente in camera oscura. Oskar era un grande appassionato di fotografia, ma per via della sua cattiva salute (era asmatico), la pesante attrezzatura dell'epoca gli risultava difficile da maneggiare, quindi si costruì un prototipo per sé stesso, la UR-Leica, che piacque molto anche ad Ernst Leitz II, il quale decise di produrla e di venderla come una vera fotocamera.
Il sopraggiungere della prima guerra mondiale costrinse a tardare la produzione fino al 1924, e non fu annunciata al pubblico fino al 1925, quando E. Leitz decise di correre il rischio ed autorizzò la produzione di mille fotocamere Leica.

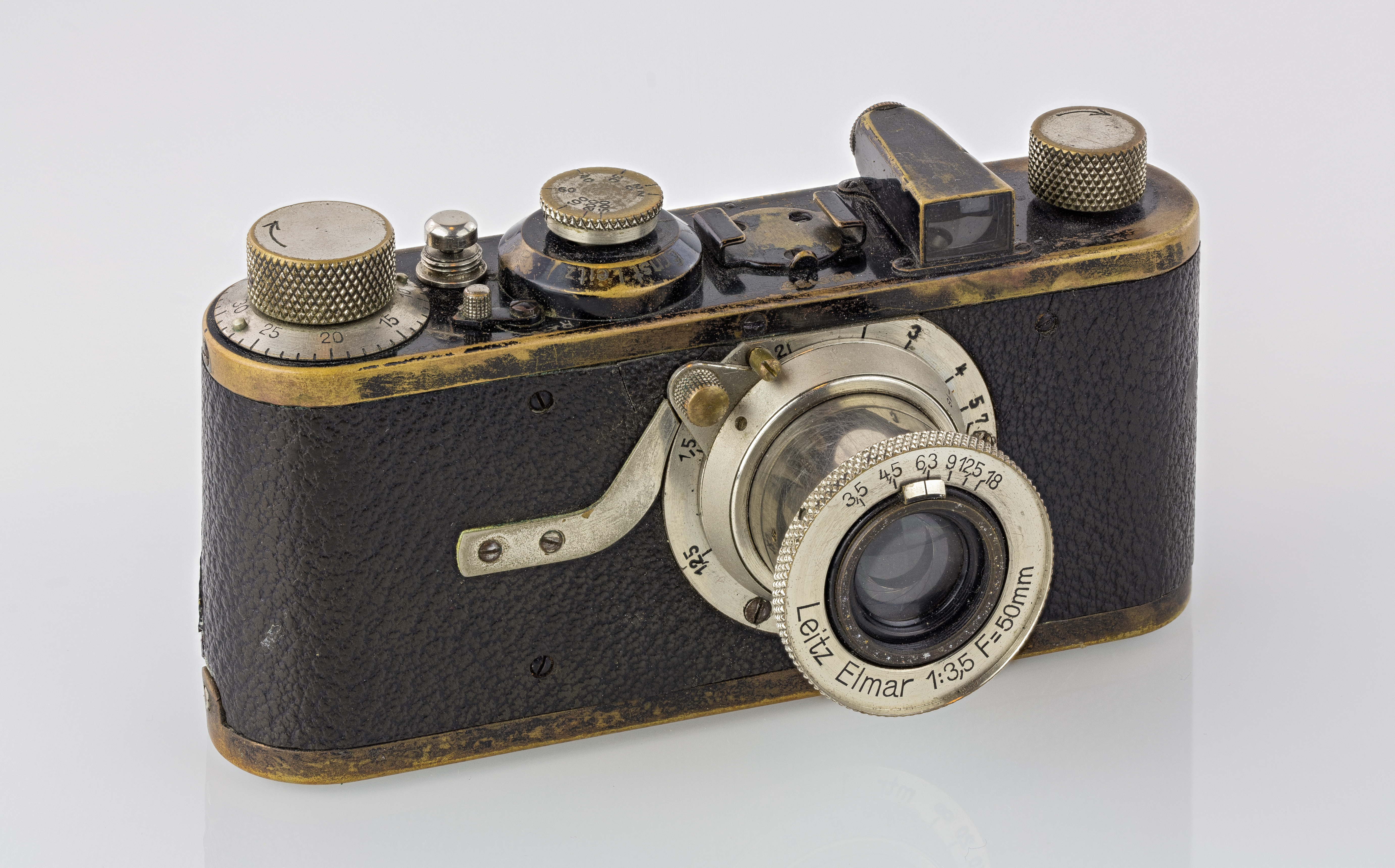
Leica I, n° 5193, (1927)

Il nome Leica sta per Leitz Camera. Ed invece delle "lastre", usate nelle precedenti fotocamere Leitz, la Leica usava la pellicola standard cinematografica da 35 mm, ma adottando il formato 24x36 mm (2:3) e ruotando la pellicola in orizzontale. Oltre alla fotocamera Leica, naque anche il formato Leica 24x36, ancora molto utilizzato nelle fotocamere digitali (a partire dalla Leica M9) di varie marche. 
La documentazione fotografica realizzata da Barnack, dell'alluvione di Wetzlar del 1920, viene considerata il primo esempio di fotogiornalismo realizzato con una fotocamera 35mm.
Oskar Barnack morì nel 1936, tre anni dopo aver progettato la Leica III; quindi, non vide mai la produzione della serie più famosa del 1954, la mitica Leica M (Messsucher, telemetro in tedesco), ancora attuale ed aggiornata al mondo digitale. 
Nel 1979, in occasione del centesimo anniversario della nascita di Barnack, la Ernst Leitz Wetzlar GmbH (poi Leica Camera AG) istituì quello che è oggi il prestigioso e ambìto riconoscimento internazionale per la fotografia di reportage di alta qualità, ovvero il premio fotografico «Leica Oskar Barnack Award».
A Lynow, il suo paese natale, c'è un museo a lui dedicato.